# إدوارد جارفيس
إدوارد جارفيس (بالإنجليزية: Edward Jarvis)‏ هو إحصائي أمريكي، ولد في 9 يناير 1803 في كونكورد في الولايات المتحدة، وتوفي في 31 أكتوبر 1884 في دورشستر ‏ في الولايات المتحدة.